# Открытый чемпионат Словении по теннису
Открытый чемпионат Словении — женский профессиональный международный теннисный турнир, проходящий осенью под эгидой WTA в Портороже Словения на открытых хардовых кортах. С 2021 года относится к WTA 250 с призовым фондом около 250 тысяч долларов и турнирной сеткой, рассчитанной на 32 участницы в одиночном разряде и 16 пар.

## Общая информация
Порторожский турнир организован накануне сезона-2005 в рамках программы расширения осенней европейской хардовой серии. Первый турнир пришёлся на вторую неделю после Открытого чемпионата США. Местом проведения был выбран комплекс SRC Marina Portoroz, где национальная команда Словении играла домашние матчи Кубка Федерации.
В 2008 году ассоциация постепенно стала сокращать осеннюю серию турниров в Европе, сдвигая её всё ближе к концу сезона. Словенское соревнование было перенесено на июль, начиная серию турниров подготовительную к Открытому чемпионату США. На новом месте соревнование продержалось ещё три года, после чего, параллельно с завершением одиночной карьеры Катариной Среботник (сильнейшей словенской теннисистки того времени), потерял титульного спонсора и был закрыт.
Турнир был возобновлён в 2021 году и прошёл в сентябре на первой неделе после Открытого чемпионата США.

## Финалы турнира
| Год                     | Чемпионка         | Финалистка              | Счёт в финале     |
| ----------------------- | ----------------- | ----------------------- | ----------------- |
| 2022                    | Катерина Синякова | Елена Рыбакина          | 6-7(4) 7-6(5) 6-4 |
| 2021                    | Жасмин Паолини    | Алисон Риск             | 7-6(4) 6-2        |
| 2011—2020 не проводился |                   |                         |                   |
| 2010                    | Анна Чакветадзе   | Юханна Ларссон          | 6-1 6-2           |
| 2009                    | Динара Сафина     | Сара Эррани             | 6-7(5) 6-1 7-5    |
| 2008                    | Сара Эррани       | Анабель Медина Гарригес | 6-3 6-3           |
| 2007                    | Татьяна Головин   | Катарина Среботник      | 2-6 6-4 6-4       |
| 2006                    | Тамира Пашек      | Мария Елена Камерин     | 7-5 6-1           |
| 2005                    | Клара Коукалова   | Катарина Среботник      | 6-2 4-6 6-3       |

| Год                     | Чемпионки                                           | Финалистки                                 | Счёт финала     |
| ----------------------- | --------------------------------------------------- | ------------------------------------------ | --------------- |
| 2022                    | Марта Костюк Тереза Мартинцова                      | Кристина Букса Тереза Мигаликова           | 6–4 6–0         |
| 2021                    | Анна Калинская Тереза Мигаликова                    | Александра Крунич Лесли Паттинама Керкхове | 4-6 6-2 [12-10] |
| 2011—2020 не проводился |                                                     |                                            |                 |
| 2010                    | Мария Кондратьева Владимира Углиржова (2)           | Анна Чакветадзе Марина Эракович            | 6-4 2-6 [10-7]  |
| 2009                    | Юлия Гёргес Владимира Углиржова                     | Камиль Пен Клара Закопалова                | 6-4 6-2         |
| 2008                    | Анабель Медина Гарригес (2) Вирхиния Руано Паскуаль | Вера Душевина Екатерина Макарова           | 6-4 6-1         |
| 2007                    | Луция Градецкая (2) Рената Ворачова (2)             | Андрея Клепач Елена Лиховцева              | 5-7 6-4 [10-7]  |
| 2006                    | Луция Градецкая Рената Ворачова                     | Ева Бирнерова Эмили Луа                    | Без игры        |
| 2005                    | Анабель Медина Гарригес Роберта Винчи               | Елена Костанич Катарина Среботник          | 6-4 5-7 6-2     |